# Depurazione a scambio ionico
La depurazione a scambio ionico è una tecnica di depurazione delle acque contaminate da composti inorganici, metalli pesanti, radionuclidi.
Si basa su una reazione chimica reversibile, in cui gli ioni mobili di una matrice solida sono scambiati con gli ioni aventi simile carica elettrica presenti in una soluzione.
Le matrici di scambio sono in genere solidi porosi, come le zeoliti naturali e alcune resine sintetiche, costituiti da molecole complesse formate da ioni di una determinata carica: gli ioni presenti nei liquami inquinati possono prendere il posto di questi ultimi e fissarsi alle resine, dalle quali possono essere recuperati in un secondo momento.
La selettività del processo di scambio viene regolata mediante il controllo dell'acidità e della composizione della soluzione, oltre che scegliendo opportunamente la resina.

## Materiali impiegati
La classificazione delle resine impiegate nella depurazione a scambio ionico si basa su due fattori:
- In base al tipo di ione scambiato (anione, con carica negativa o catione, con carica positiva) 
  - Resine a scambio cationico. Sostituiscono ioni carichi con ioni aventi la stessa carica – come ioni sodio (Na+) o potassio (K+)  per rimuovere i cationi indesiderati dall'acqua.
  - Resine a scambio anionico. Rimuovono ioni come ClO4- dalle acque contaminate di falda o di superficie.
- In base al tipo d'azione che compie il gruppo funzionale:
  - Addolcimento delle acque. È uno dei metodi più comuni di trattamento delle acque ad elevata durezza. La durezza dell'acqua è data dalla presenza in soluzione di ioni calcio Ca++ e magnesio Mg++ . I cosiddetti “agenti addolcenti” sono materiali capaci di operare la sostituzione di tali ioni con altri ioni precedentemente fissati alle resine. Il carico salino rimane complessivamente inalterato, ma cambiano le specie chimiche: gli ioni ceduti dalle resine sono più solubili, e quindi meno incrostanti.
  - Demineralizzazione/deionizzazione. I deionizzatori a scambio ionico (DI) impiegano resine sintetiche simili a quelle impiegate nell'addolcimento delle acque. Generalmente adottati per il trattamento di acque che sono state già prefiltrate, i DI impiegano un processo a due stadi per rimuovere, almeno teoricamente, tutti i costituenti ionici. Le due configurazioni di base per i deionizzatori sono quelle a due letti e a letto misto. Nel primo caso, sono previste vasche separate per la rimozione dei cationi e degli anioni, mentre, nei deionizzatori a letto misto, le resine anioniche e cationiche sono miscelate in un unico recipiente.

## Applicazioni
I processi di scambio ionico sono usati per rimuovere i contaminanti inorganici nel caso in cui non sia possibile rimuoverli adeguatamente attraverso la filtrazione e la sedimentazione.
Possono essere usati per la rimozione di arsenico, cadmio, cromo, eccessi di fluoruri, di nitrati, di ammoniaca, di rodio e di uranio.
Lo scambio ionico è utilizzato:
- Per il trattamento di acque primarie;
- Per la rimozione di ioni specifici dalle acque di approvvigionamento o di scarico;
- Per la concentrazione industriale di soluzioni molto diluite.

Si tratta di una tecnologia consolidata e in evoluzione grazie allo sviluppo di resine a granulometria omogenea.